# 炊きたて

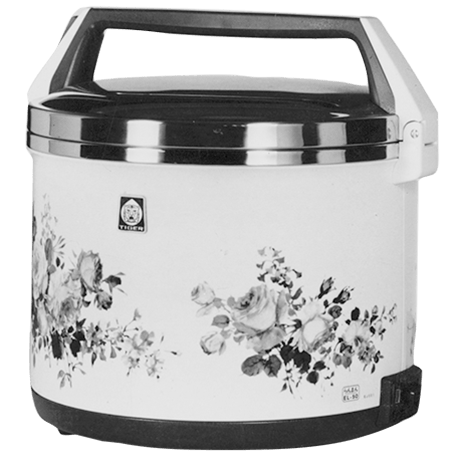
1970年　電気ジャー第一号商品。

炊きたて（たきたて）は、タイガー魔法瓶株式会社が1970年から製造・販売しているジャー炊飯器、電子ジャー。2020年に50周年を迎えた。累計出荷台数は7000万台を超え、国民的炊飯器ブランドを確立している。
現在、タイガーの炊飯器には、手軽な「マイコンジャー炊飯器」、高火力の「IHジャー炊飯器」のほかに、タイガーが業界に先駆けて開発した内なべが土鍋釜の「土鍋IHジャー炊飯器」の3タイプがある。

## 歴史
タイガーの＜炊きたて＞ 第1号は、1970年の電気ジャー。従来のガラスのジャーは長時間の保温が難しく、ごはんの温度がしだいに下がるとニオイがついたり腐りやすい問題点があったが、電気で加熱保温することによりガラスジャーの問題点を解決した。発売当初から爆発的な人気を誇り、一躍トップブランドの地位を確立した。
その後、友好関係にあった松下電器産業からセンターサーモスイッチおよび熱板など主要部品の供給について技術協力が得られ、商品開発に拍車がかかり、1974年に炊飯ジャー第一号を発売。かまどで炊く工程を徹底的に分析し、新たな調圧口を設け、業界初の音声コール、時刻セットタイマーなど、業界が注目する機能が次々と搭載されていた。
2000年代に入り、一部のこだわりある人たちの間で、土鍋でごはんを炊くことがブームになり始めていた。タイガーでは、「かまど炊きごはん」のおいしさを目指してIH炊飯器の開発を続けていたが、土鍋もまた、同じメカニズムで炊飯していることを発見し、土鍋をIH炊飯器の内なべにする開発をスタートさせた。
しかし、「IH炊飯器」という機械と「土鍋」という自然の素材の融合は、開発に困難を極めた。金属素材とは異なり、土素材のままではIH加熱できず、別の方法で土鍋釜を発熱させる仕組みづくりや、炊飯プログラムを一から作り替える必要に迫られた。また、土鍋釜をIH炊飯器に搭載するためには、ミリ単位で誤差のない厳密な寸法調整が不可欠であり、製品として可能なかぎり「割れにくい」加工も求められた。
何百回もの試作と失敗を重ね、ついに2006年、「三度焼き」という製法により、業界初の内なべに本物の土鍋を採用した「土鍋IH炊飯器」が誕生した。
その後も土鍋にこだわり続け、2011年には圧力を採用し、2014年には土鍋を「プレミアム本土鍋」へと進化を重ねた。そして2020年、「土鍋ご泡火（ほうび）炊き」と称した、土鍋の高い蓄熱性と遠赤効果が生み出す約280度の圧倒的高火力と、力強くやさしい泡立ちによる炊き方が特長の“50周年目の最高傑作”JPL-A型を発売。現在もなお、伝統と革新をつなぐトップブランドとなっている。

### 本土鍋
タイガーの本土鍋は「萬古焼」で有名な三重県四日市市で作られており、三度の焼きを経て完成させている。 蓄熱が高い本土鍋とIHの高火力によって、本土鍋全体が「かまど」のように発熱し、「はじめチョロチョロ中パッパ」という“おいしいごはんの炊きかた”が自然に行われている。
また、沸騰時に発生する細かく均一な力強い「土鍋泡」が、米の一粒ひと粒に熱を均一に伝えるため、旨みを引き出しながら、ふっくらと粒のそろったごはんを炊きあげることができる。

## 年表
| 1970 | 昭和45年 | EL型    | 電気ジャー〈炊きたて〉                | 電気ジャー第一号商品。<炊きたて>命名第一号。 |
| 1974 | 昭和49年 | CR型    | 炊飯電子ジャー 〈炊きたて・ダブル〉   | ごはんを炊いて保温する炊飯ジャー第一号商品。 炊飯ジャーで<炊きたて>命名第一号。                                                                  |
| 1981 | 昭和56年 | JSM型   | マイコン炊飯ジャー 〈炊きたて〉       | マイコン搭載第一号商品。 |
| 1989 | 平成元年 | JNK-R型 | マイコン炊飯ジャー 〈多機能炊きたて〉 | ふた丸洗いOK第一号商品。 角形デザイン。2.5㎜厚釜採用。                                                                                           |
| 1992 | 平成4年  | JNU-R型 | IH炊飯ジャー 〈多機能炊きたて〉       | IH&インバーター制御搭載第一号商品。4倍圧力炊き。                                                                                                 |
| 1999 | 平成11年 | JIJ-S型 | IH炊飯ジャー〈炊きたて〉              | 真空断熱ふたとHK（ヒートキープ）構造の厚まる釜を搭載。                                                                                           |
| 2001 | 平成13年 | JIV-V型 | IH炊飯ジャー〈炊きたて〉              | 5層遠赤特厚ビタクラフトまる釜。形状記憶合金を用いたかまど調圧。                                                                                  |
| 2003 | 平成15年 | JKA-A型 | IH炊飯ジャー〈炊きたて〉              | かまどの炎の動きを再現した炎IH。業界一の多層釜ビタクラフト全面9層釜。                                                                            |
| 2006 | 平成18年 | JKF-A型 | 土鍋IH炊飯ジャー〈炊きたて〉          | 内なべに本物の土鍋を採用した第一号商品。 炊飯ジャーで土鍋ごはんのおいしさを実現。                                                                |
| 2010 | 平成22年 | JKN-A型 | 土鍋IH炊飯ジャー〈炊きたて〉          | 熱風循環システム、旨み二重ぶたと搭載。 表面5層コート仕上げの土鍋釜。                                                                             |
| 2014 | 平成26年 | JPX-A型 | 土鍋圧力IH炊飯ジャー 〈THE炊きたて〉  | プレミアム本土鍋と大土かまどによる二重発熱構造。 可変W圧力機能。モーションセンサー＆タッチパネル採用。                                           |
| 2020 | 令和2年  | JPL-A型 | 土鍋圧力IHジャー炊飯器 〈炊きたて〉   | <炊きたて>50周年記念モデル。 土の力強くやさしい泡立ちで炊きあげる土鍋ご泡火炊き。 丹精仕上げ、一合料亭炊き、おひつ保温、銘柄巧み炊きわけを搭載。 |

## 主な歴代CM出演者
＜2020年現在＞
- 市川海老蔵[3]

＜過去＞
- 藤岡琢也
- うつみみどり
- 松坂慶子
- 十朱幸代
- 加藤茶・志村けん
- 藤谷美和子
- 古手川祐子（1982年 - 1997年、15年にわたり出演）
- 沢口靖子
- 笑福亭鶴瓶
- 渡辺正行
- 倉科カナ
- マツコ・デラックス
- 佐々木希[4]